# AACTA Awards 2017
Die 7. Verleihung der australischen AACTA Awards (englisch 7th AACTA Awards), die jährlich von der Australian Academy of Cinema and Television Arts (AACTA) vergeben werden, fand zweigeteilt am 4. und 6. Dezember 2017 im Casino The Star in Sydney statt. Die AACTA Awards sind die Fortsetzung der AFI Awards, die von 1958 bis 2010 durch das Australian Film Institute (AFI) vergeben wurden. Sie ehrten die besten australischen Filme und Sendungen des Jahres 2017 und sind so das Gegenstück zu den im Januar 2018 stattgefundenen siebten AACTA International Awards für internationale Filme. Die Verleihung wurde bei Seven Network gezeigt.

## Gewinner und Nominierte
| Film                                 | N  | A  |
| ------------------------------------ | -- | -- |
| Lion – Der lange Weg nach Hause      | 12 | 12 |
| Hounds of Love                       | 09 | 01 |
| Ali’s Wedding                        | 08 | 01 |
| Berlin Syndrom                       | 08 | 0  |
| Jasper Jones                         | 06 | 0  |
| Don’t Tell                           | 04 | 0  |
| Die Sinnlichkeit des Schmetterlings  | 03 | 0  |
| The LEGO Batman Movie                | 02 | 0  |
| Das Sterben und Leben des Otto Bloom | 02 | 0  |

### Bester Film
Lion – Der lange Weg nach Hause (Lion) – Produktion: Iain Canning, Angie Fielder und Emile Sherman
Ali’s Wedding – Produktion: Sheila Jayadev und Helen Panckhurst
Berlin Syndrom (Berlin Syndrome) – Produktion: Polly Staniford
Hounds of Love – Produktion: Melissa Kelly
Jasper Jones – Produktion: David Jowsey und Vincent Sheehan

### Beste Regie
Garth Davis – Lion – Der lange Weg nach Hause (Lion)
Cate Shortland – Berlin Syndrom (Berlin Syndrome)
Jeffrey Walker – Ali’s Wedding
Ben Young – Hounds of Love

### Bestes Originaldrehbuch
Andrew Knight und Osamah Sami – Ali’s Wedding
Priscilla Cameron – Die Sinnlichkeit des Schmetterlings (The Butterfly Tree)
Cris Jones – Das Sterben und Leben des Otto Bloom (The Death and Life of Otto Bloom)
Ben Young – Hounds of Love

### Bestes adaptiertes Drehbuch
Luke Davies – Lion – Der lange Weg nach Hause (Lion)
Anne Brooksbank, Ursula Cleary und James Greville – Don’t Tell
Shaun Grant – Berlin Syndrom (Berlin Syndrome)
Shaun Grant und Craig Silvey – Jasper Jones

### Bester Hauptdarsteller
Sunny Pawar – Lion – Der lange Weg nach Hause (Lion)
Stephen Curry – Hounds of Love
Ewen Leslie – Die Sinnlichkeit des Schmetterlings (The Butterfly Tree)
Osamah Sami – Ali’s Wedding

### Beste Hauptdarstellerin
Emma Booth – Hounds of Love
Teresa Palmer – Berlin Syndrom (Berlin Syndrome)
Helana Sawires – Ali’s Wedding
Sara West – Don’t Tell

### Bester Nebendarsteller
Dev Patel – Lion – Der lange Weg nach Hause (Lion)
Don Hany – Ali’s Wedding
Jack Thompson – Don’t Tell
Hugo Weaving – Jasper Jones

### Beste Nebendarstellerin
Nicole Kidman – Lion – Der lange Weg nach Hause (Lion)
Frances Duca – Ali’s Wedding
Jacqueline McKenzie – Don’t Tell
Susie Porter – Hounds of Love

### Beste Filmmusik
Volker Bertelmann und Dustin O’Halloran – Lion – Der lange Weg nach Hause (Lion)
Bryony Marks – Berlin Syndrom (Berlin Syndrome)
Nigel Westlake – Ali’s Wedding
Caitlin Yeo – Die Sinnlichkeit des Schmetterlings (The Butterfly Tree)

### Beste Kamera
Greig Fraser – Lion – Der lange Weg nach Hause (Lion)
Stefan Duscio – Jungle
Geoffrey Hall – Red Dog – Mein treuer Freund (Red Dog: True Blue)
Michael McDermott – Hounds of Love

### Bester Schnitt
Alexandre de Franceschi – Lion – Der lange Weg nach Hause (Lion)
Merlin Eden – Hounds of Love
Jack Hutchings – Berlin Syndrom (Berlin Syndrome)
Nick Meyers – Australia Day

### Bestes Szenenbild
Chris Kennedy – Lion – Der lange Weg nach Hause (Lion)
Melinda Doring – Berlin Syndrom (Berlin Syndrome)
Ben Morieson – Das Sterben und Leben des Otto Bloom (The Death and Life of Otto Bloom)
Herbert Pinter – Jasper Jones

### Beste Kostüme
Cappi Ireland – Lion – Der lange Weg nach Hause (Lion)
Maria Pattison – Berlin Syndrom (Berlin Syndrome)
Tess Schofield – Dance Academy – Das Comeback (Dance Academy: The Movie)
Margot Wilson – Jasper Jones

### Beste Frisuren und bestes Make-up
Katherine Brown, Troy Follington und Simon Joseph – Cleverman
Kate Anderson und Hayley Atherton – Hounds of Love
Melissa Chew, Anna Gray und Jennifer Lamphee – The Osiris Child (Science Fiction Volume One: The Osiris Child)
Nikki Gooley und Sheldon Wade – Blue Murder: Killer Cop

### Bester Ton
James Ashton, Nakul Kamte, Robert Mackenzie, Glenn Newnham, Andrew Ramage und Mario Vaccaro – Lion – Der lange Weg nach Hause (Lion)
Yulia Akerholt, James Andrews, Liam Egan, Les Fiddess, Trevor Hope und Robert Sullivan – Jasper Jones
Francis Byrne, Cate Cahill, Serge Lacroix und Tony Murtagh – Killing Ground
Gregg Landaker, Rick Lisle, Wayne Pashley, Fabian Sanjurjo und Michael Semanick – The LEGO Batman Movie

### Beste visuelle Effekte oder beste Animationen
Joe Bauer, Steve Kullback, Ineke Majoor, Glenn Melenhorst und Josh Simmonds – Game of Thrones (Episode 64 Kriegsbeute)
Jason Billington, Linda Luong und James Whitlam – Deepwater Horizon
Rob Coleman, Damien Gray, Miles Green, Amber Naismith und Craig Welsh – The LEGO Batman Movie
Raphael A. Pimentel, Brendan Seals, Steven Swanson und Andrew Zink – Doctor Strange

### Bester Dokumentarfilm
Casting JonBenet – Produktion: Kitty Green, Scott Macaulay und James Schamus
David Stratton: A Cinematic Life – Produktion: Jo-Anne McGowan
Deep Water: The Real Story – Produktion: Darren Dale
Whiteley – Produktion: Peta Ayers, James Bogle und Sue Clothier
Zach’s Ceremony – Produktion: Alec Doomadgee und Sarah Linton

### Beste Regie bei einer Dokumentation
James Bogle – Whiteley
Amanda Blue – Deep Water: The Real Story
Martin Butler, Bentley Dean und Liz Jackson – A Sense of Self
Kitty Green – Casting JonBenet

### Bester Kurzfilm
The Eleven O’Clock – Regie: Derin Seale; Produktion: Karen Bryson, Josh Lawson und Derin Seale
Miro – Regie: Victoria Wharfe McIntyre; Produktion: Fran Dobbie und Amadeo Marquez-Perez
Mrs McCutcheon – Regie: John Sheedy; Produktion: Andre Lima und Jenny Vila
Slapper – Regie: Luci Schroder; Produktion: Jason Byrne, Michael Latham, Luci Schroder und Stephanie Westwood

### Bester animierter Kurzfilm
Lost Property Office – Regie: Daniel Agdag; Produktion: Liz Kearney
After All – Regie: Michael Cusack; Produktion: Richard Chataway
Barbara – Regie: Larissa Behrendt und Marieka Walsh; Produktion: Kiki Dillon und Michaela Perske
The Wall – Regie und Produktion: Nick Baker und Tristan Klein

### Bester asiatischer Film
Dangal (दंगल), Indien – Produktion: Aamir Khan, Kiran Rao und Siddharth Roy Kapur
Birdshot, Philippinen – Produktion: Pamela L. Reyes
I Am Not Madame Bovary (我不是潘金莲), China – Produktion: Hu Xiaofeng, Wang Zhonglei und Zhou Maofei
Kaasav, Indien – Produktion: Mohan Agashe, Sumitra Bhave und Sunil Sukthankar
Our Time Will Come (明月幾時有), China – Produktion: Ann Hui, Stephen Lam und Roger Lee
Pink, Indien – Produktion: Sheel Kumar, Ronnie Lahiri, Rashmi Sharma und Shoojit Sircar
Train to Busan (부산행), Südkorea – Produktion: Lee Dong-ha
Wolf Warrior 2 (战狼2), China – Produktion: Guang Hailong und Zhang Miao
Your Name. – Gestern, heute und für immer (君の名は。), Japan – Produktion: Yoshihiro Furusawa, Kōichirō Itō, Genki Kawamura und Katsuhiro Takei

### Beste Dramaserie
Top of the Lake: China Girl – Produktion: Philippa Campbell, Jane Campion, Iain Canning, Libby Sharpe und Emile Sherman
Cleverman – Produktion: Jane Allen, Rosemary Blight, Ryan Griffen und Sharon Lark
Glitch – Produktion: Tony Ayres, Julie Eckersley, Louise Fox und Chris Oliver-Taylor
Janet King – Produktion: Greg Haddrick, Lisa Scott und Karl Zwicky
Wentworth – Produktion: Pino Amenta und Jo Porter

### Beste Comedyserie
Utopia – Produktion: Santo Cilauro, Tom Gleisner, Michael Hirsh und Rob Sitch
No Activity – Produktion: Jason Burrows, Trent O’Donnell und Chloe Rickard
Rosehaven – Produktion: Luke McGregor, Celia Pacquola, Andrew Walker und Kevin Whyte
True Story with Hamish & Andy – Produktion: Tim Bartley, Andy Lee, Ryan Shelton und Andrew Walker

### Bester Fernsehfilm oder beste Miniserie
Sunshine – Produktion: Ian Collie, Anna McLeish und Sarah Shaw
Blue Murder: Killer Cop – Produktion: Carol Hughes und Michael Jenkins
Sieben Seiten der Wahrheit (Seven Types of Ambiguity) – Produktion: Tony Ayres, Amanda Higgs und Jacquelin Perske
Wake in Fright – Produktion: Helen Bowden und Kristian Moliere

### Beste Kinderserie
Little Lunch: The Specials – Produktion: Robyn Butler und Wayne Hope
Mustangs FC – Produktion: Rachel Davis und Amanda Higgs
Nowhere Boys: Two Moons Rising – Produktion: Tony Ayres, Beth Frey und Michael McMahon
Die unglaublichen Abenteuer von Blinky Bill (The Wild Adventures of Blinky Bill) – Produktion: Alexia Gates-Foale, Tracy Lenon und Barbara Stephen

### Beste Unterhaltungssendung
Australian Ninja Warrior – Produktion: Mark Barlin, Sophia Mogford und Julie Ward
Gruen – Produktion: Wil Anderson, Polly Connolly, Richard Huddleston und Nick Murray
Hard Quiz – Produktion: Tom Gleeson, Charlie Pickering, Chris Walker und Kevin Whyte
Julia Zemiro’s Home Delivery – Produktion: Polly Connolly, Damian Davis, Nick Murray und Nick Price

### Beste Realitysendung
MasterChef Australia – Produktion: Marty Benson, Adam Fergusson und Tim Toni
Australian Survivor – Produktion: Mark Barlin, Amelia Fisk, Peter Newman und Tim Toni
Little Big Shots – Produktion: Nick Davies, Sophia Mogford und Shaun Murphy
My Kitchen Rules – Produktion: Matt Apps und Joe Herdman

### Beste Lifestylesendung
Selling Houses Australia – Produktion: Geoff Fitzpatrick und Duane Hatherly
Destination Flavour Singapore – Produktion: Erik Dwyer und Jason Franklin
Gourmet Farmer – Produktion: Sonja Armstrong und Josh Martin
Grand Designs Australia – Produktion: Anna Gregory

### Beste Hauptdarsteller – Drama
Hugo Weaving – Sieben Seiten der Wahrheit (Seven Types of Ambiguity)
David Dencik – Top of the Lake: China Girl
Sean Keenan – Wake in Fright
Richard Roxburgh – Blue Murder: Killer Cop

### Beste Hauptdarstellerin – Drama
Elisabeth Moss – Top of the Lake: China Girl
Toni Collette – Blue Murder: Killer Cop
Marta Dusseldorp – Janet King
Pamela Rabe – Wentworth

### Bester Neben- oder Gastdarsteller – Drama
Ewen Leslie – Top of the Lake: China Girl
Anthony LaPaglia – Sunshine
Matthew Nable – Blue Murder: Killer Cop
David Wenham – Wake in Fright

### Beste Neben- oder Gastdarstellerin – Drama
Nicole Kidman – Top of the Lake: China Girl
Emma Booth – Blue Murder: Killer Cop
Tina Bursill – The Heart Guy (Doctor Doctor)
Andrea Demetriades – Sieben Seiten der Wahrheit (Seven Types of Ambiguity)

### Bester Darsteller – Comedy
Celia Pacquola – Rosehaven
Darren Gilshenan – No Activity
Debra Lawrance – Please Like Me
Rob Sitch – Utopia

### Beste Regie im Fernsehen
Glendyn Ivin – Sieben Seiten der Wahrheit (Seven Types of Ambiguity, Episode 2 Alex)
Jane Campion – Top of the Lake: China Girl (Episode 11 Wer ist dein Daddy?)
Leah Purcell – Cleverman (Episode 10 Muya)
Matthew Saville – Please Like Me (Episode 30 Degustation)

### Bestes Drehbuch im Fernsehen
Jacquelin Perske – Sieben Seiten der Wahrheit (Seven Types of Ambiguity, Episode 2 Alex)
Santo Cilauro, Tom Gleisner und Rob Sitch – Utopia (Episode 21 Start Up)
Luke McGregor und Celia Pacquola – Rosehaven (Episode 4)
Trent O’Donnell – No Activity (Episode 9 Silent Night)